# Big Gold
Big Gold (jap. ビッグゴールド, Biggu Gōrudo) war ein japanisches Manga-Magazin, das sich an ein männliches Publikum richtete und daher zu den Seinen-Magazinen zählte. Das Alter der Leserschaft reichte von Anfang 20 bis Ende 40, über die Hälfte von ihnen Angestellte, etwa 11 % Hausfrauen und 6 % Studenten. Jeder fünfte Leser war weiblich. Das Magazin enthielt Serien älterer, bereits sehr bekannter Zeichner wie Leiji Matsumoto, Mitsuteru Yokoyama und Shigeru Mizuki und zielte entsprechend auf eine Leserschaft, die schon lange Zeit Manga las und weitere Geschichten ihrer Lieblingskünstler lesen wollte.
Das Magazin startete ursprünglich 1978 als Sondernummer des Magazins Big Comic, entwickelte sich dann jedoch zu einem regulär erscheinenden Magazin, bis es vorerst 1985 eingestellt wurde. 1992 wurde es erneut ins Leben gerufen, jedoch 1999 wieder eingestellt.